# 仁尾港
仁尾港（におこう）は、香川県三豊市仁尾町にある港湾。管理者は香川県。地方港湾。

## 概要
仁尾港は香川県西部、仁尾町に位置し、鶴と亀の形をした、大蔦島、小蔦島により波をさえぎられた天然の港である。
仁尾の港町は戦国時代に細川氏の仁尾城の城下町として栄えた。江戸時代に入ってからは、塩田開発による塩や米の積出港として、また、西讃の商工業の中心地として醤油や酒、茶や綿などの製造販売・取引が盛んに行われ、「仁尾買いもん」と呼ばれるほど人々が集まり、賑わいを見せていた。
戦後になり塩業が下火になると、1972年に塩田は廃止され、跡地は住宅地や水産関連用地等に転用された。

## 仁尾マリーナ
仁尾マリーナは仁尾港内にある四国最大規模の海洋レジャー施設。1990年に香川県と仁尾町の事業により整備が開始され、仁尾港内の塩田跡地約5,000m2と海域35,000m2を埋め立てて1992年に完成した。総面積は102,000m2（緑地42,000m2、水域60,000m2）。「みとよ・仁尾海の駅」として国土交通省の海の駅に登録されている。
マリーナには陸域に280隻、水域に136隻、艇庫に30隻が収容でき、鉄筋コンクリート造2階建てのクラブハウスには、会議室、喫茶店などがあり、30名の宿泊が可能。この他に施設内にはバーベキューハウスやキャンプ場などもある。1993年の東四国国体ではヨット競技会場として利用された。

## 渡船
- つたじま渡船[4]
  - 仁尾港 - 蔦島（4月1日から10月31日のみ）